# 安永良徳
安永 良徳（やすなが よしのり、1902年3月5日 - 1970年9月12日）は、昭和時代の彫刻家。福岡県美術協会理事長。

## 経歴
旧福岡藩士安永徳の長男として、横浜市に生まれる。父の転勤のため幼年時代から住居を転々とし、京都府立第五中学校から、福岡県立中学修猷館に転校して1919年に卒業。一浪した後に成績優秀で学費免除の特待生として東京美術学校に入学。この多感な青春期に仲間と広い交友を持ったことが後の創作活動に大いに影響を与える。例えば在学中、修猷館・美術学校の先輩である洋画家・中村研一の家で、詩人サトウハチローと知り合い親友となり、一時期共同生活を送っている。そのころ、サトウハチローの弟子であった劇作家・菊田一夫とも親交を深めている。1927年、東京美術学校彫刻科を卒業。
1931年、豊島区池袋にアトリエを構える。同年9月、構造社展に出品した『首B』で構造社賞を受賞し、構造社会員となる。その後、構造社展や帝国美術院展覧会（帝展）に出品を重ね、1937年、帝展の後身である文部省美術展覧会（新文展）の無鑑査（鑑査なしで出品できる資格）となる。
1941年、応召し満州国牡丹江省東寧県の大肚子川449部隊に配属され、終戦後、ソ連によりシベリアに抑留されて1947年に復員する。その後は福岡に定住し、日本美術展覧会（日展）などに出品を重ね、地方在住ながら日展の審査員をしばしば務めている。日展参与や、福岡県美術協会理事長、福岡ユネスコ協会常務理事などを歴任し、福岡の美術界の指導者として重きをなした。
主要作に、『平野二郎國臣像』（福岡市西公園）、『青春乱舞』（九州大学教養部 六本松キャンパス）、『裸婦座像』（福岡県立美術館）などがある。